# Fairmount (Metro de Filadelfia)
Fairmount  es una estación de ferrocarril en la línea de la Calle Broad del Metro de Filadelfia. La estación se encuentra localizada en 500 South Broad Street en Filadelfia, Pensilvania. La estación Fairmount fue inaugurada el 1 de septiembre de 1928. La Autoridad de Transporte del Sureste de Pensilvania (por sus siglas en inglés SEPTA) es la encargada por el mantenimiento y administración de la estación.

## Descripción
La estación Fairmount cuenta con 2 plataformas centrales y 6 vías. 

## Conexiones
La estación es abastecida por las siguientes conexiones: 
- Rutas de autobuses SEPTA: 4, 16, 43